# Edward Hallowell
Edward Hallowell (1808 – 20 de febrero de 1860) fue un médico y herpetólogo estadounidense.
Estudió y practicó medicina en Filadelfia. También fue un notable herpetólogo y describió 55 nuevas especies de reptiles.

## Publicaciones
En Proceedings of the Academy of Natural Sciences of Philadelphia
- "Description of new species of African reptiles," 1844: 169-172
- "Description of new species of reptiles from Africa," 1844: 118-120
- "Descriptions of new species of African reptiles," 1844: 58-62
- "Description of a new species of Chameleon from Western African," 1841: 111-115.
- "Descriptions of reptiles from South America," 1945 (2): 241-247.
- "Description of new species of African Reptiles", 1945: 247-250.
- "Description of a new species of Coluber inhabiting the United States," 1847:278-281.
- "On the horned viper of western Africa," 1847: 319-321.
- "Description of two new species of Onychocephalus, from the western coast of Africa," 1848:
- "Description of a species of Eryx, from Madras," 1848: 184.
- "Reproduction of Coluber venustus," 1848: 245-246.
- "Descriptions of new species of reptiles inhabiting North America," 1852, 6: 177-182.
- "Descriptions of new species from Oregon," 1852, 6: 182-183.
- "On a new genus and two new species of African serpents," 1852: 203-205.
- "On a new genus and three new species of reptiles inhabiting North America," 1852: 206-209.
- "On some new reptiles from California," 1853, 6: 236-238
- "Description of new species of Reptilia from western Africa," 1853, 64:62-65
- "Descriptions of new reptiles from Guinea," 1854: 193-194
- " Description of new reptiles from California," 1855, 7:91-97.
- "On a genus and species of serpent from Honduras," 1855, 7:97.
- "Remarks on the geographical distribution of reptiles," 1854: 98-105.
- "Notices of new reptiles from Texas," 1854: 192-193.
- "A large collection of living specimens of Sternothaerus odoratus," 1856, 8: 106-108.
- "On several new species of reptiles in the collection of the Academy of Natural Sciences," 1856,8: 153-156.
- "Notes on reptiles in the collection of the Academy of Natural Sciences of Philadelphia," 1856, 8: 221-238.
- "Note on the collection of reptiles from the neighborhood of San Antonio, Texas," 1856, 8:306-310.
- "Description of several new North American Reptiles," 1857, 9:215.
- "Notes of a collection of reptiles from the Gaboon country, West Africa," 1857, 9: 48-72.
- "Notes on the reptiles in the collection of the museum of the Academy of Natural Sciences," 1858, 8 (4): 146-153.
- "Report upon the Reptilia of the North Pacific Exploring Expedition, under command of Capt. John Rogers, U. S. N.," 1860, 12: 480 - 510.

## Abreviatura (zoología)
La abreviatura Hallowell  se emplea para indicar a Edward Hallowell como autoridad en la descripción y taxonomía en zoología.